# Ichtershausen
Ichtershausen è una frazione (Ortsteil) del comune tedesco di Amt Wachsenburg e sede comunale.

## Geografia fisica
Il comune è bagnato dal fiume Gera, che nel suo territorio riceve le acque del suo affluente Wipfra.